# Mistrzostwa Świata w Lekkoatletyce 1983 – bieg na 100 m przez płotki kobiet

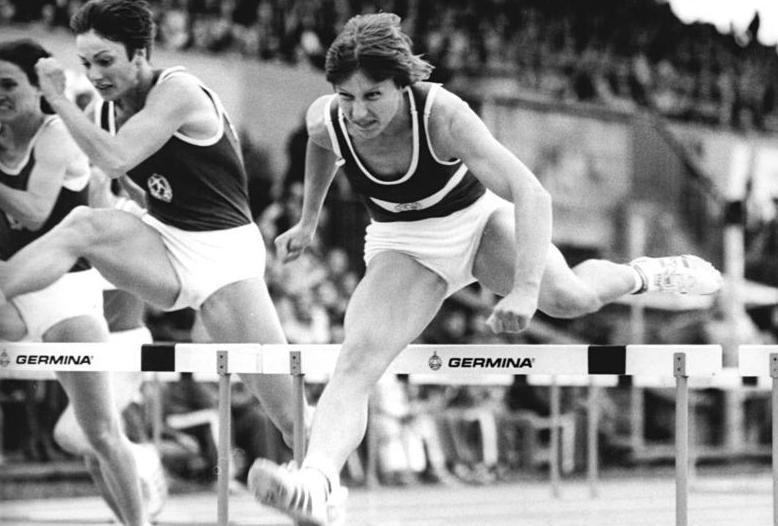
Mistrzyni świata Bettine Jahn (z prawej) i wicemistrzyni Kerstin Knabe

Bieg na 100 metrów przez płotki kobiet – jedna z konkurencji biegowych rozgrywanych podczas lekkoatletycznych mistrzostw świata w 1983 na Stadionie Olimpijskim w Helsinkach.

## Terminarz
| Data        |              |
| ----------- | ------------ |
| 12 sierpnia | Eliminacje   |
| 12 sierpnia | Ćwierćfinały |
| 13 sierpnia | Półfinały    |
| 13 sierpnia | Finał        |

## Rekordy
|               | Zawodniczka      | Wynik | Miejsce  | Data                 |
| ------------- | ---------------- | ----- | -------- | -------------------- |
| Rekord świata | Grażyna Rabsztyn | 12,36 | Warszawa | 12 czerwca 1980(dts) |

## Wyniki

### Eliminacje
Rozegrano 5 biegów eliminacyjnych. Z każdego biegu pięć najlepszych zawodniczek automatycznie awansowało do ćwierćfinałów (Q). Skład ćwierćfinalistek uzupełniło siedem najszybszych płotkarek spoza pierwszej piątki ze wszystkich biegów eliminacyjnych (q).

### Bieg 1
| Poz. | Imię i nazwisko   | Narodowość | Wynik | Uwagi |
| ---- | ----------------- | ---------- | ----- | ----- |
| 1    | Kerstin Knabe     | NRD        | 13,03 | Q     |
| 2    | Laurence Elloy    | Francja    | 13,15 | Q     |
| 3    | Ulrike Denk       | RFN        | 13,26 | Q     |
| 4    | Sue Kameli        | Kanada     | 13,61 | Q     |
| 5    | Heidi Benserud    | Norwegia   | 13,71 | Q     |
| 6    | Elissavet Pantazi | Grecja     | 13,90 | q     |
| 7    | Dai Jianhua       | Chiny      | 13,97 | q     |

### Bieg 2
| Poz. | Imię i nazwisko      | Narodowość      | Wynik   | Uwagi |
| ---- | -------------------- | --------------- | ------- | ----- |
| 1    | Ginka Zagorczewa     | Bułgaria        | 12,78 w | Q     |
| 2    | Jelena Bisierowa     | ZSRR            | 12,91 w | Q     |
| 3    | Marie-Noëlle Savigny | Francja         | 13,21 w | Q     |
| 4    | Mihaela Stoica       | Rumunia         | 13,24 w | Q     |
| 5    | Lorna Boothe         | Wielka Brytania | 13,46 w | Q     |
| 6    | Beatriz Capotosto    | Argentyna       | 13,63 w | q     |
| 7    | Lin Yueh-hsiang      | Chińskie Tajpej | 14,25 w | q     |

### Bieg 3
| Poz. | Imię i nazwisko     | Narodowość        | Wynik | Uwagi |
| ---- | ------------------- | ----------------- | ----- | ----- |
| 1    | Shirley Strong      | Wielka Brytania   | 13,26 | Q     |
| 2    | Natalja Pietrowa    | ZSRR              | 13,43 | Q     |
| 3    | Xénia Siska         | Węgry             | 13,60 | Q     |
| 4    | Benita Fitzgerald   | Stany Zjednoczone | 13,67 | Q     |
| 5    | Sylvia Forgrave     | Kanada            | 13,83 | Q     |
| 6    | Nawal El Moutawakel | Maroko            | 14,85 |       |
| 7    | June Caddle         | Barbados          | 14,89 |       |

### Bieg 4
| Poz. | Imię i nazwisko     | Narodowość        | Wynik | Uwagi |
| ---- | ------------------- | ----------------- | ----- | ----- |
| 1    | Heike Filsinger     | RFN               | 13,04 | Q     |
| 2    | Cornelia Riefstahl  | NRD               | 13,07 | Q     |
| 3    | Glynis Nunn         | Australia         | 13,26 | Q     |
| 4    | Karen Nelson        | Kanada            | 13,66 | Q     |
| 5    | Helle Sichlau       | Dania             | 13,76 | Q     |
| 6    | María José Martínez | Hiszpania         | 13,78 | q     |
| –    | Candy Young         | Stany Zjednoczone | DNF   |       |

### Bieg 5
| Poz. | Imię i nazwisko    | Narodowość        | Wynik | Uwagi |
| ---- | ------------------ | ----------------- | ----- | ----- |
| 1    | Bettine Jahn       | NRD               | 12,81 | Q     |
| 2    | Michèle Chardonnet | Francja           | 13,17 | Q     |
| 3    | Pam Page           | Stany Zjednoczone | 13,18 | Q     |
| 4    | Judy Livermore     | Wielka Brytania   | 13,25 | Q     |
| 5    | Marjan Olyslager   | Holandia          | 13,26 | Q     |
| 6    | Emi Sasaki         | Japonia           | 13,78 | q     |
| 7    | Saila Purho        | Finlandia         | 13,90 | q     |

### Ćwierćfinały
Rozegrano 4 biegi ćwierćfinałowe. Z każdego biegu 4 najlepsze zawodniczki awansowały do półfinałów (Q).

### Bieg 1
| Poz. | Imię i nazwisko   | Narodowość      | Wynik | Uwagi |
| ---- | ----------------- | --------------- | ----- | ----- |
| 1    | Kerstin Knabe     | NRD             | 12,83 | Q     |
| 2    | Judy Livermore    | Wielka Brytania | 13,22 | Q     |
| 3    | Glynis Nunn       | Australia       | 13,23 | Q     |
| 4    | Heike Filsinger   | RFN             | 13,31 | Q     |
| 5    | Sue Kameli        | Kanada          | 13,33 |       |
| 6    | Beatriz Capotosto | Argentyna       | 13,60 |       |
| 7    | Elissavet Pantazi | Grecja          | 13,95 |       |
| 8    | Dai Jianhua       | Chiny           | 14,07 |       |

### Bieg 2
| Poz. | Imię i nazwisko    | Narodowość        | Wynik   | Uwagi |
| ---- | ------------------ | ----------------- | ------- | ----- |
| 1    | Ginka Zagorczewa   | Bułgaria          | 12,66 w | Q     |
| 2    | Natalja Pietrowa   | ZSRR              | 12,70 w | Q     |
| 3    | Pam Page           | Stany Zjednoczone | 13,12 w | Q     |
| 4    | Michèle Chardonnet | Francja           | 13,13 w | Q     |
| 5    | Lorna Boothe       | Wielka Brytania   | 13,29 w |       |
| 6    | Heidi Benserud     | Norwegia          | 13,60 w |       |
| 7    | Helle Sichlau      | Dania             | 13,73 w |       |
| –    | Lin Yueh-hsiang    | Chińskie Tajpej   | DNS     |       |

### Bieg 3
| Poz. | Imię i nazwisko   | Narodowość        | Wynik | Uwagi |
| ---- | ----------------- | ----------------- | ----- | ----- |
| 1    | Bettine Jahn      | NRD               | 12,75 | Q     |
| 2    | Laurence Elloy    | Francja           | 12,95 | Q     |
| 3    | Benita Fitzgerald | Stany Zjednoczone | 13,15 | Q     |
| 4    | Xénia Siska       | Węgry             | 13,16 | Q     |
| 5    | Mihaela Stoica    | Rumunia           | 13,21 |       |
| 6    | Marjan Olyslager  | Holandia          | 13,30 |       |
| 7    | Sylvia Forgrave   | Kanada            | 13,38 |       |
| 8    | Emi Sasaki        | Japonia           | 13,73 |       |

### Bieg 4
| Poz. | Imię i nazwisko      | Narodowość      | Wynik | Uwagi |
| ---- | -------------------- | --------------- | ----- | ----- |
| 1    | Shirley Strong       | Wielka Brytania | 12,91 | Q     |
| 2    | Jelena Bisierowa     | ZSRR            | 12,94 | Q     |
| 3    | Cornelia Riefstahl   | NRD             | 12,96 | Q     |
| 4    | Ulrike Denk          | RFN             | 13,14 | Q     |
| 5    | Marie-Noëlle Savigny | Francja         | 13,21 |       |
| 6    | Karen Nelson         | Kanada          | 13,61 |       |
| 7    | María José Martínez  | Hiszpania       | 13,80 |       |
| 8    | Saila Purho          | Finlandia       | 13,90 |       |

### Półfinały
Rozegrano 2 biegi półfinałowe. Z każdego biegu 4 najlepsze zawodniczki awansowały do finału (Q).

### Bieg 1
| Poz. | Imię i nazwisko    | Narodowość        | Wynik | Uwagi |
| ---- | ------------------ | ----------------- | ----- | ----- |
| 1    | Ginka Zagorczewa   | Bułgaria          | 12,75 | Q     |
| 2    | Kerstin Knabe      | NRD               | 12,83 | Q     |
| 3    | Jelena Bisierowa   | ZSRR              | 12,92 | Q     |
| 4    | Shirley Strong     | Wielka Brytania   | 12,99 | Q     |
| 5    | Michèle Chardonnet | Francja           | 13,13 |       |
| 6    | Pam Page           | Stany Zjednoczone | 13,24 |       |
| 7    | Heike Filsinger    | RFN               | 13,42 |       |
| 8    | Xénia Siska        | Węgry             | 13,68 |       |

### Bieg 2
| Poz. | Imię i nazwisko    | Narodowość        | Wynik | Uwagi |
| ---- | ------------------ | ----------------- | ----- | ----- |
| 1    | Bettine Jahn       | NRD               | 12,76 | Q     |
| 2    | Natalja Pietrowa   | ZSRR              | 12,80 | Q     |
| 3    | Benita Fitzgerald  | Stany Zjednoczone | 12,96 | Q     |
| 4    | Cornelia Riefstahl | NRD               | 13,00 | Q     |
| 5    | Laurence Elloy     | Francja           | 13,08 |       |
| 6    | Ulrike Denk        | RFN               | 13,16 |       |
| 7    | Judy Livermore     | Wielka Brytania   | 13,30 |       |
| 8    | Glynis Nunn        | Australia         | 13,39 |       |

### Finał
| Poz. | Imię i nazwisko    | Narodowość        | Wynik   |
| ---- | ------------------ | ----------------- | ------- |
| 1    | Bettine Jahn       | NRD               | 12,35 w |
| 2    | Kerstin Knabe      | NRD               | 12,42 w |
| 3    | Ginka Zagorczewa   | Bułgaria          | 12,62 w |
| 4    | Natalja Pietrowa   | ZSRR              | 12,67 w |
| 5    | Shirley Strong     | Wielka Brytania   | 12,78 w |
| 6    | Jelena Bisierowa   | ZSRR              | 12,80 w |
| 7    | Cornelia Riefstahl | NRD               | 12,94 w |
| 8    | Benita Fitzgerald  | Stany Zjednoczone | 12,99 w |